# Heterometopia elongata
Heterometopia elongata là một loài bọ cánh cứng trong họ Cerambycidae.